# Communauté de communes du Loc’h
Die Communauté de communes du Loc’h ist ein ehemaliger französischer Gemeindeverband mit der Rechtsform einer Communauté de communes im Département Morbihan, dessen Verwaltungssitz sich in dem Ort Grand-Champ befand. Sein Einzugsgebiet lag in der Mitte des Départements. Der am 24. Dezember 1997 gegründete Gemeindeverband bestand aus sechs Gemeinden.

## Aufgaben
Zu den vorgeschriebenen Kompetenzen gehörten die Entwicklung und Förderung wirtschaftlicher Aktivitäten und des Tourismus sowie die Raumplanung auf Basis eines Schéma de Cohérence Territoriale. Der Gemeindeverband betrieb außerdem die Abwasserentsorgung.

## Historische Entwicklung
Mit Wirkung vom 1. Januar 2017 fusionierte der Gemeindeverband mit der Communauté de communes de la Presqu’île de Rhuys und der Vannes agglo und bildete so die Nachfolgeorganisation Golfe du Morbihan – Vannes Agglomération.

## Ehemalige Mitgliedsgemeinden
| Gemeinde             | Einwohner 1. Januar 2022 | Fläche km² | Dichte Einw./km² | Code INSEE | Postleitzahl |
| -------------------- | ------------------------ | ---------- | ---------------- | ---------- | ------------ |
| Brandivy             | 1.423                    | 25,88      | 55               | 56022      | 56390        |
| Colpo                | 2.258                    | 26,48      | 85               | 56042      | 56390        |
| Grand-Champ          | 5.859                    | 67,34      | 87               | 56067      | 56390        |
| Locmaria-Grand-Champ | 1.825                    | 14,06      | 130              | 56115      | 56390        |
| Locqueltas           | 1.980                    | 19,46      | 102              | 56120      | 56390        |
| Plaudren             | 1.970                    | 41,07      | 48               | 56157      | 56420        |